# Desoria divergens
Desoria divergens is een springstaartensoort uit de familie van de Isotomidae. De wetenschappelijke naam van de soort is voor het eerst geldig gepubliceerd in 1900 door Axelson.